# Aechmea fasciata
Aechmea fasciata е вид цъфтящо растение от семейство Бромелиеви (Bromeliaceae) (подсемейство Bromelioideae).

## Разпространение
Видът произхожда от Южна Америка – Бразилия и Перу.

## Етимология
Името идва от гръцкото aichme, което означава „копие“.

## Описание
Растението расте бавно, достигайки 30 – 90 cm височина, а на ширина се разпростира на около 60 см. Има елиптично-овални листа с дължина 45 – 90 см, подредени в основата на розетка.
Цъфтежа е от началото на юли до края на септември с разнообразни по багра цветове. Срещат се видове с жълти, оранжеви, червени цветове, сини и други цветове.

## Токсичност
Aechmea fasciata е включено в базата данни на FDA за отровни растения в раздел „Дразнещи кожата вещества в растенията“ и е известно, че причинява контактен дермит, фитофото дерматит и контактна алергия.

## Приложение
Ахмеята е популярно декоративно растение. Има много благоприятни размери за отглеждане в домашни условия и е подходящо за аранжировки и отглеждане на закрито като другите видове саксийни цветя.

## Отглеждане
Вирее добре и на пряка слънчева светлина и на лека полусянка. Предпочита температура около 25 °C през лятото, а през зимните месеци не трябва да се оставя под 12 °C, защото растението може да измръзне.
Растението има специални изисквания за поливане. Препоръчително е да се полива с неваровита, по-киселинна, дъждовна вода. Преди поливане почвата трябва да се остави да изсъхне. Във фунията, която образуват листата, трябва постоянно да е пълна с вода. Тази вода се сменя на няколко месеца. Често насекоми и комари понякога ще се размножават във водни басейни, които са затворени между листата.
Вирее на добре дренирана, но влагозадържаща почва. Може да се отглежда и епифитно, например, с мъх около корените му и свързан с груба кора. Кореновото гниене може да бъде проблем, ако почвата е твърде влажна.
За повече развитие се извършва торене с минерални торове на всеки три седмици от април до август, като торта е хубаво да се поставя във водата за поливане.
Размножаването е трудоемко. След като растението прецъфти се изрязва до нивото на почвата, като се оставят страничните издънки да заместят прецъфтялото растение. След като издънките достигнат около 15 см се изваждат оставят се да изсъхнат за около една нощ и се засаждат отново.

## Сортове
- Aechmea 'Aton'
- Aechmea 'Auslese'
- Aechmea 'Chantata'
- Aechmea 'Charles Hodgson'
- Aechmea 'Checkers'
- Aechmea 'Club Maurice'
- Aechmea 'Cosmic Starburst'
- Aechmea 'DeLeon'
- Aechmea 'Dennis B.'
- Aechmea 'Donna Marie'
- Aechmea 'Fascidata'
- Aechmea 'Fascini'
- Aechmea 'Friederike'
- Aechmea 'Frost'
- Aechmea 'Fulgo-Fasciata'
- Aechmea 'Henrietta'
- Aechmea 'Ivory'
- Aechmea 'Julie Sewell'
- Aechmea 'Kiwi'
- Aechmea 'Leucadia'
- Aechmea 'Margarita L.'
- Aechmea 'Mona'
- Aechmea 'Morgana'
- Aechmea 'Pink Fantasy'
- Aechmea 'Pink Rocket'
- Aechmea 'Primera'
- Aechmea 'Purple Velvet'
- Aechmea 'Red Rocket'
- Aechmea 'Silver King'
- Aechmea 'Silver Queen'
- Aechmea 'Silver Sister'
- Aechmea 'Smoothie'
- Aechmea 'Starbrite'
- Aechmea 'White Head'
- xAndrolaechmea 'Crateriformis'
- xBillmea 'Rangitoto'
- xCanmea 'Wild Tiger'
- xNeomea 'Fascidorffii'
- xNeomea 'Pink Cascade'
- xNidumea 'Angellina'
- xNidumea 'Midnight'
- xNidumea 'Superstar'
- xQuesmea 'Facsimile'
- Aechmea 'bifolia'